# 27-й механизированный корпус
27-й механизированный корпус — общевойсковое соединение (механизированный корпус) автобронетанковых войск РККА в Вооружённых силах СССР, до и во время Великой Отечественной войны.
Наименование:
- полное действительное — 27-й механизированный корпус;
- сокращённое действительное — 27 мк[1];
- полное условное — Войсковая часть № 2850.

## История
27-й механизированный корпус (в/ч 2850) формировался в марте 1941 года в Среднеазиатском военном округе в г. Мары. В его состав вошли управление, 9-я танковая дивизия (9 тд) новые формируемые 53-я танковая (53 тд) в г. Кизыл-Арвате и 221-я моторизованная (221 мд) в г. Самарканде дивизии. Командиром корпуса назначен генерал-майор Иван Ефимович Петров.
Танков в корпусе было мало (окончательное поступление основного вооружения и военной техники по плану Генерального Штаба планировалось только в 1942 году): в 9-й танковой дивизии не менее 220, но в основном учебно-боевых танков, лучшими танками были 50 основных танков БТ-7М, в 54-й танковой дивизии танки имел только один танковый батальон, переданный весной 1941 года из 9-й танковой дивизии, в 221-й моторизованной дивизии, сформированной, с 18 марта, на базе 19-й горно-кавалерийской дивизии, в 138-м танковом полку танков не было.
9-я танковая дивизия имела на вооружении большую часть танков, участвовавших в Советско-финляндской войне 1939—1940 годов со значительно израсходованным моторесурсом и побывавших в капитальном ремонте. Танков было не менее 220, в основном учебно-боевых. Весной 1941 года дивизия получила новую автомобильную технику. Осенью 1940 года — зимой 1941 года полки и батальоны дивизии участвовали в серии учений, в том числе и окружных учений. В 1941 году дивизия получила танковый батальон из Московского военного округа, укомплектованный 50 дизельными танками БТ-7М и одним бронеавтомобилем БА-20. В общем дивизия была хорошо подготовленным соединением.
221-я моторизованная дивизия сформирована на базе 19-й Узбекской ордена Ленина горнокавалерийской дивизии. Дивизия получила хорошо обученный личный состав. Хуже было состояние техники. Автомашины, мобилизованные из народного хозяйства, были изношенные. В 138-м танковом полку танков не было.
С момента формирования корпуса в войсках развернулась усиленная боевая подготовка.
В марте 1941 года командир 9-й танковой дивизии получил шифротелеграмму о планировании боевой подготовки на март — май. Во всех полках и батальонах проходили тактические учения, боевые стрельбы, отработка взаимодействия частей и их сколачивание. К лету 1941 года 9-я танковая дивизия стала одним из наиболее боеспособных соединений округа. Венцом проведённой боевой подготовки стало командно-штабное учение под руководством генералов Генштаба М. Н. Шарохина и С. М. Штеменко, проводившееся в районе г. Мары в первой половине 1941 года. Итоги учений были положительными.
Дислокация корпуса:
- Управление корпуса и 9-я танковая дивизия — г. Мары;
- 9-я танковая дивизия — г. Мары, 9-й мотострелковый полк — Байрам-Али;
- 53-я танковая дивизия — Кизыл-Арват;
- 221-я моторизованная дивизия — г. Самарканд.

22 июня 1941 года корпус встретил в месте постоянной дислокации. Управление корпуса оставалось недостаточно подготовленным к управлению боевыми действиями войск. 53-я танковая дивизия была плохо подготовлена.
Управление корпуса, отдельный батальон связи, разведывательный батальон убыли из места постоянной дислокации в конце июня 1941 года.
27 июня 1941 года началась погрузка в железнодорожные поезда и отправка на запад первого эшелона 9-й танковой дивизии. За ним последовали остальные тридцать четыре эшелона дивизии. Маршрут движения Мары — Ташкент — Оренбург — Воронеж. А затем двинулись все соединения и части корпуса на советско-германский фронт.
8 июля 1941 года утром головной эшелон 9 тд уже приближался к г. Воронежу.
8 июля 1941 года Генеральный штаб на основе опыта первых дней войны и в результате больших потерь танков принял решение о расформировании корпусного звена автобронетанковых войск и переформировании имевшихся танковых дивизий по новым штатам. Танковая дивизия должна была иметь 217 танков, меньшее количество чем было ранее, вместо гаубичного артиллерийского полка соединение получало противотанковый артиллерийский полк. Переформирования коснулись прежде всего танковых соединений пока не задействованных в боевых действиях.
10 июля 1941 года 27-й мехкорпус включён в состав 28-й армии, командующий войсками армии генерал-лейтенант В. Я. Качалов, штаб которой располагался в г. Кирове (150 км севернее г. Брянска).
27-й механизированный корпус переформировывался. Теперь состав был следующим: 104-я танковая дивизия (бывшая 9-я танковая дивизия (формирования 1940 года)), 105-я танковая дивизия (бывшая 53-я танковая дивизия), 106-я танковая дивизия (бывшая 221-я моторизованная дивизия).
15 июля 1941 г. Генеральным штабом принимается новое решение — управление 27-го механизированного корпуса расформировывается. 15 июля командующему войсками 28-й армии направляется директива Генерального штаба о сосредоточении переформировываемых 104-й , 105-й и 106-й танковых дивизий в районе г. Спас-Деменска.
Дальнейшая судьба дивизий корпуса была такой. 19 июля в приказе № 0058 об окончании формирования танковых дивизий заместитель наркома обороны и начальник Генерального штаба генерал армии Г. К. Жуков включил сформированные 104-ю и 105-ю танковые дивизии в состав Фронта резервных армий. Вместо 106-й танковой, формируемой на базе 221-й моторизованной, формировалась 106-я моторизованная дивизия, в которой впредь до особого распоряжения оставался второй мотострелковый полк, а вместо танкового полка из-за недостатка танков включался 106-й танковый батальон. Нумерация моторизованных полков в дивизии временно получила порядковый характер — 1-й и 2-й мотострелковый полк.

## Командование

### Командиры корпуса
- Петров, Иван Ефимович, генерал-майор.[2]

### Заместители командира корпуса по политической части
- Свиридов, Александр Павлович, бригадный комиссар (19.04.41-9.08.41).[2]

### Начальники штаба корпуса
- Меньшов, Василий Владимирович, полковник.[2]

### Начальники разведывательного отдела штаба
- майор Карл Сарапу.[2]

### Заместители начальника отдела политической пропаганды
- старший батальонный комиссар Бикрицкий, Матвей Моисеевич (1.04.41-20.08.41).[2]

### Другие командиры
- 29-й (с 5.04.41 г. — 31-й) мотоциклетный полк.[2]
  - Заместитель командира полка по политической части старший политрук Мазалов Степан Иванович.[2]
- 553-й отдельный батальон связи.
  - Заместитель командира батальона по политической части старший политрук Салихов Шаги Зарипович.[2]
- 84-й отдельный мотоинженерный батальон — в/ч 2874
  - Заместитель командира батальона по политической части политрук Сертаков Михаил Петрович.[2]

## Состав
На март 1941:
- Управление корпуса.
- 9-я танковая дивизия — в/ч 5757
- 54-я танковая дивизия — в/ч 1227
- 221-я моторизованная дивизия — в/ч 1222
- 29-й (с 5.04.41 г. — 31-й) мотоциклетный полк — в/ч 2890
- 553-й отдельный батальон связи — в/ч 2857
- 84-й отдельный мотоинженерный батальон — в/ч 2874
- 127-й отдельная корпусная авиаэскадрилья — в/ч 5654
- 722-я полевая почтовая станция